# Owen Thomas Motor Car Company
Owen Thomas Motor Car Company, teilweise Owen-Thomas Motor Car Company geschrieben, war ein US-amerikanischer Hersteller von Automobilen.

## Unternehmensgeschichte
W. Owen Thomas gründete das Unternehmen im Januar 1907. Er begann mit der Entwicklung eines besonderen Automobils. 1908 begann die Produktion in einem ehemaligen Werk der Chicago and North Western Railroad in Janesville in Wisconsin. Der Markenname lautete Owen Thomas, teilweise Owen-Thomas geschrieben. Höhepunkt war die Präsentation auf der Chicago Automobile Show im Februar 1909. 1910 endete die Produktion. Insgesamt entstanden drei Fahrzeuge.
Weitere US-amerikanische Hersteller von Personenkraftwagen, die den Namen Owen im Markennamen enthielten, waren Owen Motor Carriage Company, Owen Motor Car Company und Owen Magnetic Motor Car Corporation.

## Fahrzeuge
Die Fahrzeuge hatten einen selbst entwickelten Sechszylindermotor mit Luftkühlung. 114,3 mm Bohrung und 101,6 mm Hub ergaben 6255 cm³ Hubraum. Er leistete je nach Quelle 49 PS oder 60 PS. Das Fahrgestell hatte 345 cm Radstand. Eine Quelle nennt Tourenwagen mit sieben Sitzen. Eine Zeichnung zeigt einen Roadster mit vier Sitzen.